# 宜春市
宜春市，古称袁州，是中华人民共和国江西省下辖的地级市，位于江西省西部、市境北界九江市，东邻南昌市、抚州市，南接吉安市、新余市，西南抵萍乡市，西达湖南省长沙市、岳阳市。地处赣西山地丘陵区与鄱阳湖平原过渡带，地势西高东低，北西南三面环山。九岭山绵亘西北，武功山耸峙西南；中部丘陵岗地与河谷盆地相间；东部为平原。赣江自西南往东北流经东部，锦江、袁河横贯市境向东汇入赣江；北部潦河往北注入修水，市人民政府驻袁州区宜阳大厦。
宜春是长江中游城市群重要成员，赣湘鄂区域中心城市、全国锂电新能源产业基地、全国健康养生基地。

## 历史
秦代属九江郡。汉高祖五年（前202年），陈婴平定江南，翌年于境内建宜春城，取名于城西美泉，以其“夏冷冬暖，莹媚如春，饮之宜人”而得名，属豫章郡。三国吴时为安成郡辖地。晋大康元年（280年），司马炎灭吴，为避宣穆皇太后张春华之名讳，改宜春为宜阳。
隋开皇十八年（598年）復名宜春，废安成郡，设袁州，辖宜春、萍乡、新喻三县，治宜春。宋开宝八年（975年），万载县由筠州划入。雍熙元年（984年），析宜春立分宜县，仍隶袁州。淳化三年（992年），划新喻入临江军。元至元十九年（1282年），袁州改袁州路，隶江西行省。明洪武二年（1369年），改袁州路为袁州府。明清时，奉新、靖安、丰城、銅鼓为南昌府管辖。今宜春市境域分属袁州、瑞州、临江、南昌四府。
1913年，江西分设赣东、赣西、赣南、赣北四道，赣西道治所设于宜春县，辖赣西道21县。1914年，赣西道改名庐陵道。1916年治所由宜春迁吉安。
1949年，解放军于“湘赣战役”中占有赣江以西地区，7月20日进驻宜春县城。1958年12月，南昌专员公署由南昌市迁入宜春县，更名宜春专员公署。时辖宜春、萍乡、分宜、新余、清江、丰城、万载、铜鼓、宜丰、上高、高安、奉新、靖安、南昌、新建、安义、进贤17个县。随后，南昌、新建、进贤、萍乡、新余、分宜、安义等县相继划出。1979年，划宜春县城区设立县级宜春市。1985年，宜春县市合并。1988年，撤丰城县设丰城市；撤清江县设樟树市。1993年改高安县为高安市。
2000年5月22日国务院批复撤销宜春地区，改设宜春市。原县级宜春市改为袁州区。至此，宜春市共辖袁州、奉新、靖安、宜丰、上高、铜鼓、万载一区六县，并代管丰城、樟树、高安三市。
2020年中国南方水灾期间，6月27日晚上6点多，宜春上高县遭遇短时强降水，并伴随9级大风，乡镇道路两旁树木倒塌，供电中断，当地镇村干部连夜抢险救灾。

## 地理
境内以丘陵、山地为主，地处东经113°54′—116°27′，北纬27°33′—29°06′之间。属中亚热带季风气候区，四季分明，春秋季短而夏冬季长，主要自然灾害有旱涝、酷暑、低温、风雹等。
境内北域有九岭山，呈东北向西南走向，是修水、锦江分水岭。其主峰九岭尖（1794.3米）为市境内最高峰。武功山位于西南境。呈东西走向，为泸水与袁水之分水岭，亦是宜春与吉安市之界山。
境内的河流基本属鄱阳湖水系，主要是赣江、赣江支流与修水支流。
| 宜春市气象数据（1971年至2000年） | 宜春市气象数据（1971年至2000年） | 宜春市气象数据（1971年至2000年） | 宜春市气象数据（1971年至2000年） | 宜春市气象数据（1971年至2000年） | 宜春市气象数据（1971年至2000年） | 宜春市气象数据（1971年至2000年） | 宜春市气象数据（1971年至2000年） | 宜春市气象数据（1971年至2000年） | 宜春市气象数据（1971年至2000年） | 宜春市气象数据（1971年至2000年） | 宜春市气象数据（1971年至2000年） | 宜春市气象数据（1971年至2000年） | 宜春市气象数据（1971年至2000年） |
| 月份                             | 1月                              | 2月                              | 3月                              | 4月                              | 5月                              | 6月                              | 7月                              | 8月                              | 9月                              | 10月                             | 11月                             | 12月                             | 全年                             |
| -------------------------------- | -------------------------------- | -------------------------------- | -------------------------------- | -------------------------------- | -------------------------------- | -------------------------------- | -------------------------------- | -------------------------------- | -------------------------------- | -------------------------------- | -------------------------------- | -------------------------------- | -------------------------------- |
| 历史最高温 °C（°F）              | 25.6 (78.1)                      | 29.6 (85.3)                      | 35.0 (95.0)                      | 34.2 (93.6)                      | 37.0 (98.6)                      | 37.5 (99.5)                      | 39.6 (103.3)                     | 39.4 (102.9)                     | 37.7 (99.9)                      | 35.1 (95.2)                      | 31.7 (89.1)                      | 25.3 (77.5)                      | 39.6 (103.3)                     |
| 平均高温 °C（°F）                | 9.2 (48.6)                       | 10.8 (51.4)                      | 14.9 (58.8)                      | 21.7 (71.1)                      | 26.6 (79.9)                      | 29.9 (85.8)                      | 33.4 (92.1)                      | 33.0 (91.4)                      | 28.7 (83.7)                      | 23.7 (74.7)                      | 17.9 (64.2)                      | 12.7 (54.9)                      | 21.9 (71.4)                      |
| 日均气温 °C（°F）                | 5.4 (41.7)                       | 7.0 (44.6)                       | 10.9 (51.6)                      | 17.2 (63.0)                      | 21.9 (71.4)                      | 25.4 (77.7)                      | 28.3 (82.9)                      | 27.7 (81.9)                      | 23.9 (75.0)                      | 18.6 (65.5)                      | 12.8 (55.0)                      | 7.6 (45.7)                       | 17.2 (63.0)                      |
| 平均低温 °C（°F）                | 2.5 (36.5)                       | 4.3 (39.7)                       | 7.9 (46.2)                       | 13.7 (56.7)                      | 18.3 (64.9)                      | 21.9 (71.4)                      | 24.1 (75.4)                      | 23.8 (74.8)                      | 20.2 (68.4)                      | 14.8 (58.6)                      | 8.9 (48.0)                       | 3.9 (39.0)                       | 13.7 (56.6)                      |
| 历史最低温 °C（°F）              | −6.1 (21.0)                      | −6.9 (19.6)                      | −1.9 (28.6)                      | 1.6 (34.9)                       | 9.2 (48.6)                       | 12.9 (55.2)                      | 17.9 (64.2)                      | 16.9 (62.4)                      | 11.6 (52.9)                      | 1.5 (34.7)                       | −3.8 (25.2)                      | −8.5 (16.7)                      | −8.5 (16.7)                      |
| 平均降水量 mm（）                | 83.0 (3.27)                      | 107.0 (4.21)                     | 177.8 (7.00)                     | 215.9 (8.50)                     | 228.5 (9.00)                     | 243.4 (9.58)                     | 149.5 (5.89)                     | 139.6 (5.50)                     | 81.6 (3.21)                      | 86.0 (3.39)                      | 69.6 (2.74)                      | 48.0 (1.89)                      | 1,629.9 (64.18)                  |
| 平均降水天数（≥ 0.1 mm）         | 15.5                             | 15.4                             | 19.5                             | 19.6                             | 18.3                             | 16.2                             | 13.4                             | 13.9                             | 10.9                             | 11.7                             | 10.3                             | 9.6                              | 174.3                            |
| 来源：中国天气网                 |                                  |                                  |                                  |                                  |                                  |                                  |                                  |                                  |                                  |                                  |                                  |                                  |                                  |

## 政治

### 现任领导
| 机构     | · 中国共产党 · 宜春市委员会 | 宜春市人民代表大会 常务委员会 | 宜春市人民政府    | · 中国人民政治协商会议 · 宜春市委员会 | 宜春市监察委员会   |
| 职务     | 书记                        | 主任                          | 市长              | 主席                                  | 主任               |
| -------- | --------------------------- | ----------------------------- | ----------------- | ------------------------------------- | ------------------ |
| 姓名     | 严允                        | 李宁                          | 谭赣明            | 袁川                                  | 石军英             |
| 民族     | 汉族                        | 汉族                          | 汉族              | 汉族                                  | 汉族               |
| 籍贯     | 江西省赣州市                | 江西省武宁县                  | 江西省余干县      | 江西省上栗县                          | 江西省乐平市       |
| 出生日期 | 1972年11月（52歲）          | 1964年12月（60歲）            | 1972年2月（53歲） | 1966年6月（58歲）                     | 1974年11月（50歲） |
| 就任日期 | 2023年8月                   | 2021年10月                    | 2023年8月         | 2021年10月                            | 2021年9月          |

### 历任领导
| 市委书记 - 危朝安（2000年8月－2003年1月） - 宋晨光（2003年1月－2008年1月） - 谢亦森（2008年3月－2013年9月） - 邓保生（2013年9月－2017年6月） - 颜赣辉（2017年6月－2020年6月） - 秀明（2020年6月－2023年8月） - 严允（2023年8月－） | 市长 - 伍自尧（2000年8月－2002年1月） - 宋晨光（2002年1月－2003年9月） - 杨宪萍（2003年9月－2006年11月） - 龚建华（2006年11月－2011年8月） - 蒋斌（2011年9月－2016年9月） - 张小平（2016年9月－2018年3月） - 王水平（2018年3月－2019年12月） - 许南吉（2019年12月－2021年2月） - 严允（2021年2月－2023年8月） - 谭赣明（2023年8月－） |

### 行政区划
宜春市现辖1个市辖区、6个县，代管3个县级市。
- 市辖区：袁州区
- 县级市：丰城市、樟树市、高安市
- 县：奉新县、万载县、上高县、宜丰县、靖安县、铜鼓县

此外，宜春市设立了以下县级管理区：国家级宜春经济技术开发区、宜阳新区、明月山风景名胜区。

## 人口
2021年，宜春市常住人口497.11万人，比2020年第七次全国人口普查减少3.66万人。
根据2020年第七次全国人口普查，全市常住人口为5,007,702人。同第六次全国人口普查的5,419,591人相比，十年共减少了411,889人，下降7.6%，年平均增长率为-0.79%。其中，男性人口为2,586,406人，占总人口的51.65%；女性人口为2,421,296人，占总人口的48.35%。总人口性别比（以女性为100）为106.82。0－14岁的人口为1,147,404人，占总人口的22.91%；15－59岁的人口为2,957,086人，占总人口的59.05%；60岁及以上的人口为903,212人，占总人口的18.04%，其中65岁及以上的人口为626,350人，占总人口的12.51%。居住在城镇的人口为2,821,642人，占总人口的56.35%；居住在乡村的人口为2,186,060人，占总人口的43.65%。

### 民族
全市常住人口中，汉族人口为4,994,415人，占99.73%；各少数民族人口为13,287人，占0.27%。与2010年第六次全国人口普查相比，汉族人口减少419,923人，下降7.76%，占总人口比例下降0.17个百分点；各少数民族人口增加8,034人，增长152.94%，占总人口比例增加0.17个百分点。
少数民族有回、蒙、藏、苗、彝、壮、布依、满、侗、瑶、白、土 家、哈尼、傣、畲、黎、高山、水、纳西、景颇、土、仫佬族、 布朗、仡佬、京族等33个。

## 经济
2011年，全市地区生产总值为1077.98亿元，同比增长12.8%。其中：第一产业增加值185亿元，增长4.2%，第二产业增加值637.8亿元，增长16.4%，第三产业增加值255.19亿元，增长11%。人均生产总值为19769元，折算为3061美元。财政总收入149.14亿元，增长38.2%，其中，地方财政收入92.3亿元，增长39.3%。

## 交通

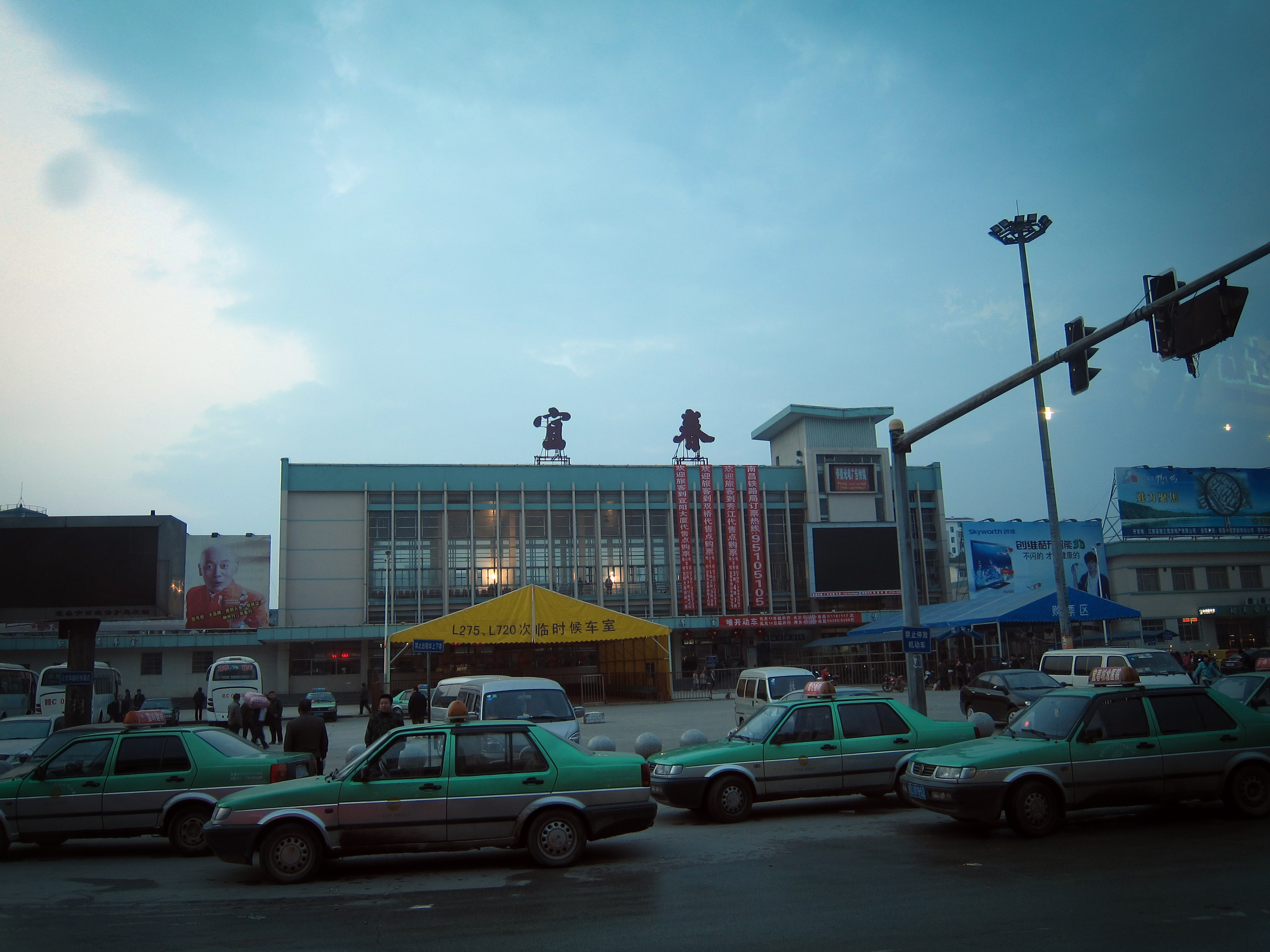
宜春西火车站

- 铁路：滬昆铁路、滬昆高速铁路
- 公路： 220国道、 320国道、 沪昆高速
- 航空：宜春明月山機場

## 文化

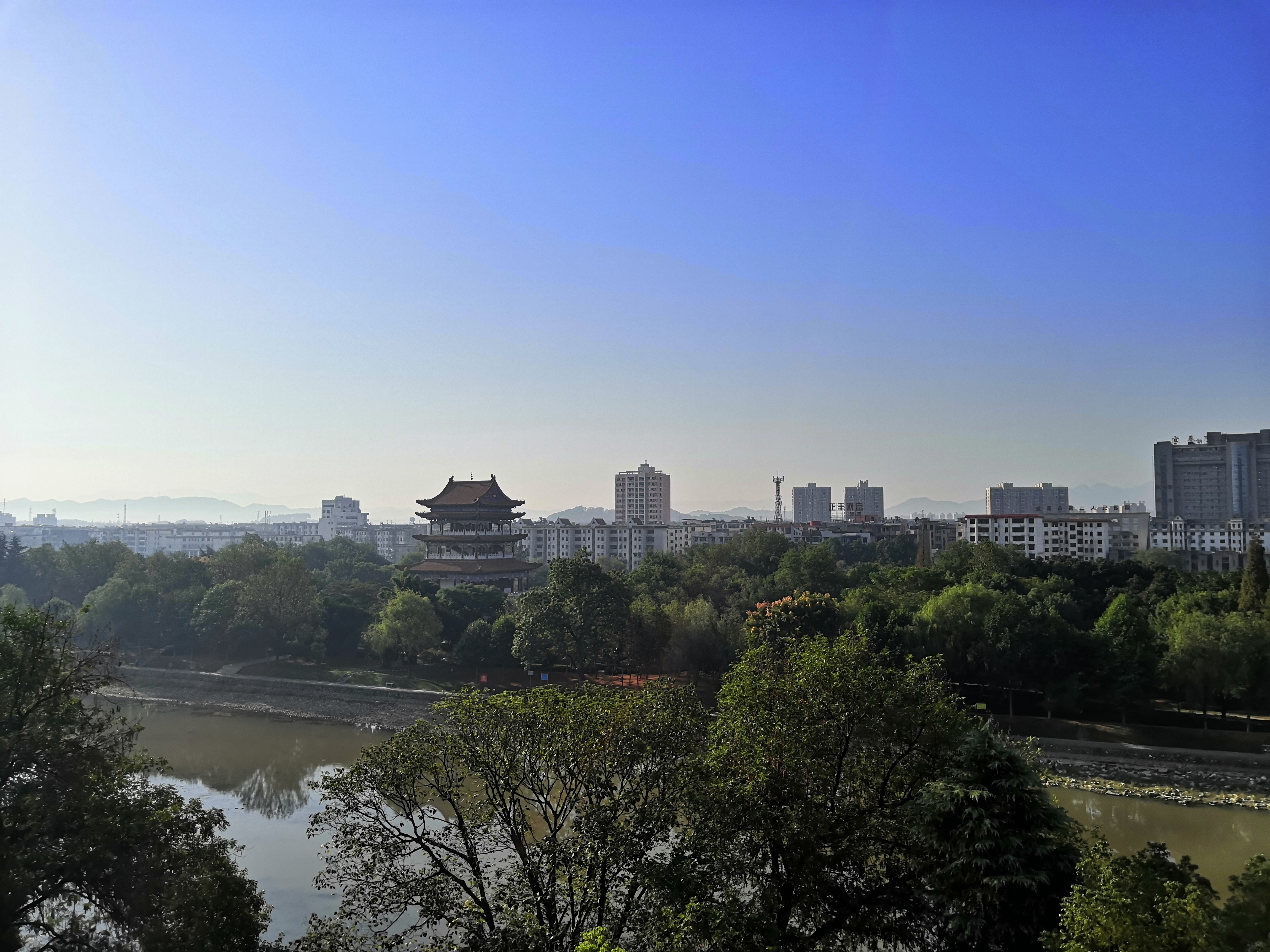
状元州与状元阁

宜春历史悠久，文化灿烂。韩愈任袁州知州时曾写下“莫以宜春远，江山多胜游”的诗句；北宋思想家李觏著有《袁州州学记》赞袁州州学之盛。历史名人唐代诗人刘慎虚、郑谷，宋代史学家刘恕，元代学者杜本、诗人揭奚斯、范德机，明代史学家陈邦瞻、科学家宋应星、抗倭名将邓子龙，清代名臣辛从益、杨锡绂以及清官况钟。近现代名人有民主斗士杨杏佛、戏剧家熊佛西、物理学家吴有训，以及夏征农等。
宜春是禅宗重要发源地之一，其五大宗派有三宗与宜春有关。临济宗萌芽于宜丰黄檗，曹洞宗扬穗于宜丰洞山，沩仰宗结果于洪江仰山。另有杨歧派立命于市郊杨歧山。
2009年10月3日，“宜春月·中华情”2009年CCTV中秋晚会在宜春市袁山公园举行。
2019年6月5-6日，2019年江西省旅游产业发展大会在宜春市顺利召开。

### 语言
全市大部分方言为赣语，少部分地区方言为客家语。客家语主要分布在铜鼓县和万载县黄茅镇等零星地区，其他地区都为赣语。宜春境内的赣语主要为赣语宜浏片和赣语昌都片，宜春市区为赣语宜浏片宜春小片宜春话中南路方言。

## 全国重点文物保护单位
- 吴城遗址
- 洪州窑遗址
- 筑卫城遗址
- 樊城堆遗址
- 朱轼墓
- 鸣水桥
- 袁州谯楼
- 湘鄂赣革命根据地旧址
- 蒙山银矿遗址
- 华林造纸作坊遗址
- 李洲坳东周墓葬
- 吴平墓群
- 逢渠桥
- 马祖塔亭
- 景贤贾氏宗祠
- 湘赣边界秋收起义前敌委员会旧址
- 上高会战遗址

## 旅游景点
- 明月山温泉风景名胜区
- 三爪仑国家森林公园
- 阁皂山国家森林公园

- 中国历史文化名镇：樟树市临江镇
- 江西省历史文化名镇：铜鼓县排埠镇
- 中国历史文化名村：高安市新街镇贾家村、宜丰县天宝乡天宝村、
- 江西省历史文化名村：丰城市张巷镇白马寨村、丰城市筱塘乡厚板塘村、万载县株潭镇周家村、

## 教育
- 高等学校：宜春学院、宜春职业技术学院
- 中学：袁州区中心城区（以下皆是）:宜春中学、宜春一中、宜春实验中学、宜春三中、宜春四中、宜春五中、宜春七中、宜春八中、宜春九中（宜春外国语学校）
- 小学：宜春一小、宜春二小、宜春三小、宜春四小、宜春实验小学（宜春五小）、宜春六小、状元洲小学（宜春七小、宜春特殊教育学校）、宜春八小、芦洲小学、化成小学、枣树园小学、沁园小学
- 九年一贯制学校：宜阳学校、翰林学校、经都学校

## 体育
- 1998年10月18日，江西省第十届运动会在宜春举行。
- 2004年10月18日，中华人民共和国第五届全国农民运动会在宜春举行。

## 轶闻
2010年，宜春市旅游政务网上出现“宜春，一座叫春的城市”的口号，引发互联网的讨论。原因是“叫春”是动物发情的意思，望文生义，让人误会是一个城市要发情。当地旅游部门原本认为，要的是引发讨论而提升知名度效果。但是用这样比较敏感刺激的广告语，而且还出现在政务网上不是很妥当。后来，宜春政务网撤下广告语，改为“一年之际在于春，一生之际在宜春”。